# 篠原恒治
篠原 恒治（しのはら つねはる、1967年7月18日 - ）は、日本のバーテンダー、「Cigar Bar Ringokan」のオーナー・バーテンダー。かけがわ応援大使。Nippon Kimono Fabrics社イメージモデル。2023年2月より株式会社リツアンSTC顧問就任。

## 来歴
1967年7月18日、神奈川県横浜市に生まれる。
1990年にBee's Barへ入社。1993年9月にはレストラン『林檎館』へ入社。
2018年に掛川グランドホテルのチーフバーテンダーを兼任するようになる。
2019年には「輝くかけがわ応援大使」の1人に任命される。
2022年静岡県菊川市の『菊川応援大使』に任命。
2023年2月、株式会社リツアンSTCの顧問就任。

## 賞歴
- シーバスカクテル(シーバスリーガル主催)・フォトコンテスト2017 - 優勝[4]
- HABANA VEGAS・カクテルコンペティション2019 - 優勝